# Samsung Galaxy A3
Das Samsung Galaxy A3 ist eine Smartphone-Reihe des Herstellers Samsung im mittleren Preissegment.
Mit der Werbekampagne unter dem Motto „A ist das neue mini“ bestätigte Samsung, dass die Galaxy-A-Serie der Nachfolger der Galaxy-S-mini-Serie ist – und damit als „hochwertige neue Mittelklasse“ zwischen den „Premium-Smartphones der Galaxy S-Familie und den Einsteigergeräten der Galaxy J-Produktreihe“ steht.

## Galaxy A3 (2015)
Die erste Generation des Galaxy A3 wurde im Dezember 2014 zusammen mit dem Samsung Galaxy A5 (2015) vorgestellt. Seit dem 13. Januar 2015 sind sie in großen Teilen Europas erhältlich.

### Design
Das Galaxy A3 (2015) besitzt ein Unibody-Gehäuse aus Metall. Die Kanten sind abgeschrägt und besitzen einen spiegelnden Effekt. Auf der Vorderseite sind unterhalb der 4,5 Zoll großen Super-AMOLED-Anzeige ein physischer Homebutton, sowie ein Zurück- und ein Multitasking-Knopf, so genannte „Soft Buttons“. Die Rückseite ist schlicht gehalten. Auf ihr sind lediglich der Lautsprecher, die Kamera inklusive Blitzlicht, ein Samsung-Logo und die Typenbezeichnung angebracht.

### Software
Das Betriebssystem des Galaxy A3 (2015) ist Android. Samsung modifiziert dieses mit seiner Oberfläche TouchWiz. Zu Beginn wurde das A3 mit Android 4.4.4 „KitKat“ ausgeliefert. Eine Aktualisierung auf Version 5.0.2 „Lollipop“ folgte im Juli 2015. Im Oktober 2016 erfolgte die Aktualisierung auf Android 6.0.1 „Marshmallow“.

### Kritik
Von mehreren Fachjournalen wurde kritisiert, dass man der Rückseite nicht anmerkt, dass sie aus Metall besteht. Stattdessen fühle sie sich wie bei älteren Smartphones von Samsung so an, als würde sie aus Polycarbonat bestehen.

## Galaxy A3 (2016)
Die zweite Generation des Galaxy A3 wurde am 2. Dezember 2015 zusammen mit dem Galaxy A5 (2016) und dem Galaxy A7 (2016) vorgestellt. Die Vorbestellungen begannen in Europa am 18. Januar 2016.

### Design
Das Design des Galaxy A3 der zweiten Generation wurde im Vergleich zum Vorgänger überarbeitet. Die Rückseite besteht fortan aus Glas. Die Lautsprecher wurden an die untere Seite verlagert. An deren bisherige Stelle rechts neben der Kamera rückt nun das Blitzlicht. Der Rahmen wurde an den des Galaxy S6 angepasst. Auf der Vorderseite wurden die Ränder um das Display herum verkleinert und der Homebutton erhielt ein neues Design. Der Fingerabdruckscanner bleibt jedoch dem Galaxy A5 vorbehalten. Insgesamt sind die Maße des neuen A3 (bis auf die Breite) angewachsen.

### Software
Das Samsung Galaxy A3 (2016) wurde mit dem Betriebssystem Android 5.1 Lollipop ausgeliefert. 2016 wurde das Update auf Android 6.0 Marshmallow verteilt. Seit Mai 2017 steht Android 7.0 Nougat zur Installation bereit.

## Galaxy A3 (2017)
Am 2. Januar 2017 stellte Samsung auf der Elektronikmesse CES 2017 die dritte Generation des Galaxy A3 vor, die seit dem 3. Februar 2017 für 329 € verkauft wurde.

### Neuerungen
Im Gegensatz zu den Vorgängern besitzt das A3 (2017) eine 8 Megapixel Frontkamera und einen Octa-Core-Prozessor, welcher weiterhin die A53-Architektur verwendet. Der Arbeitsspeicher wurde von 1.5 GB auf 2 GB vergrößert. Zudem verfügt das A3 (2017) über einen USB Typ C-Anschluss, der jedoch nur USB 2.0 unterstützt. Wie auch das Samsung Galaxy S7 besitzt das A3 (2017) eine IP68-Zertifizierung und ist somit wasser- und staubdicht. Des Weiteren unterstützt die Neuauflage des A3 den WLAN-Standard 802.11 ac welcher im 5 GHz funkt, sowie Bluetooth 4.2 LE und LTE Cat6, welches vorher nur im chinesischen Modell verfügbar war. Das Display unterstützt nun die Always-on Funktion, wodurch das Handy die Uhrzeit und Benachrichtigungen ständig anzeigt. Ein überaus erhöhter Stromverbrauch entsteht dabei aufgrund der OLED-Technologie nicht. Hinzugekommen ist auf der Vorderseite außerdem ein Fingerabdrucksensor, welcher im Home-Button verbaut ist. Weitere, neue Sensoren sind ein Umgebungslichtsensor und ein Barometer.

### Software
Als Betriebssystem ist auf dem Samsung Galaxy A3 (2017) Android 6.0 von Google vorinstalliert. Seit Anfang August 2017 steht Android 7.0 Nougat zur Installation bereit und seit 2019 auch Android 8.

## Tabellarische Übersicht
|  | Produktion eingestellt |  | Aktuell |

| Modell               | Galaxy A3 (2015)                | Galaxy A3 (2016)                         | Galaxy A3 (2017)                         |
| -------------------- | ------------------------------- | ---------------------------------------- | ---------------------------------------- |
| Anzeige              | 4,5 Zoll, 960 × 540px (245 ppi) | 4,7 Zoll; 1280 × 720px (312 ppi)         | 4,7 Zoll; 1280 × 720px (312 ppi)         |
| Digitalkamera        | 8 Megapixel (f/2.4)             | 13 Megapixel (f/1.9, Pixelgröße 1.12 µm) | 13 Megapixel (f/1.9, Pixelgröße 1.12 µm) |
| Frontkamera          | 5 Megapixel (f/2.2)             | 5 Megapixel (f/1.9)                      | 8 Megapixel (f/1.9)                      |
| Prozessor            | 4 × 1,2 GHz ARM Cortex-A53      | 4 × 1,5 GHz ARM Cortex-A53               | 8 × 1,6 GHz ARM Cortex-A53               |
| Arbeitsspeicher      | 1,5 GB LPDDR3                   | 1,5 GB LPDDR3                            | 2 GB                                     |
| Interner Speicher    | 16 Gigabyte                     | 16 Gigabyte                              | 16 Gigabyte                              |
| Speicherkarte        | MicroSD (max. 64 GByte)         | MicroSD (max. 128 GByte)                 | MicroSD (max. 256 GByte)                 |
| WLAN                 | IEEE 802.11 b/g/n (2,4 GHz)     | IEEE 802.11 b/g/n (2,4 GHz)              | IEEE 802.11 a/b/g/n/ac (2,4 + 5 GHz)     |
| Akkumulator          | 1900 mAh; Lithium-Ionen         | 2300 mAh; Lithium-Ionen                  | 2350 mAh; Lithium-Ionen                  |
| Gewicht              | 110,3 g                         | 132 g                                    | 138 g                                    |
| Fingerabdruckscanner | nein                            | nein                                     | ja                                       |
| IP-Zertifizierung    | keine                           | keine                                    | IP 68                                    |